# Nicolae Pop
Nicolae Pop, magyarosan: Pop Miklós (Vidombák, Brassó vármegye, 1840. december 1. – Brassó, 1888. augusztus 18.) bölcseleti doktor, főgimnáziumi tanár.

## Élete
Tanult a brassói román és szász gimnáziumban, az egyetemet Bécsben végezte, ahol bölcseleti doktor lett. 1866-tól fogva tanár volt a brassói görögkeleti érseki román főgimnáziumban, 1878-tól egyszersmind másodtanítóként (conrector) működött.

## Munkái
- Elemente de istorie și geografia evului vechiu și mediu pentru clasele gimn. si reale inferioare. Brassó, 1870
- Ugyanaz a középiskolák számára. Uo. 1871
- Istoria Ungariei și elemente din istoria generală pentru școalele proporale. Uo. 1876 (7. kiadás 1883., 10. k. 1897. Uo.)
- Geografia Ungariei, elemente de geografia generală pentru școalele poporale. Uo. (6. kiadás 1887., 7. k. 1894., 8. jav. k. Piltia Miklós által 1897. Uo.)
- Schită din istoria Brașovului. Uo. 1883